# Tatort: Preis des Lebens
Preis des Lebens ist ein Fernsehfilm aus der Krimireihe Tatort. Der vom Südwestrundfunk produzierte Beitrag ist die 959. Tatort-Episode und wurde am 25. Oktober 2015 im Ersten Programm der ARD erstgesendet. Das Stuttgarter Ermittlerduo Lannert und Bootz ermittelt seinen 17. Fall.

## Handlung
Jörg Albrecht wird nach einer 15-jährigen Haftstrafe wegen Vergewaltigung mit Todesfolge aus dem Gefängnis entlassen und von seiner vermeintlichen Bewährungshelferin abgeholt. Diese fährt mit Albrecht in eine Tiefgarage. Dort erkennt der Straftäter sie wieder, wird aber hinterrücks betäubt. Als er wieder zu sich kommt, ist er an Armen und Beinen fixiert. Die Entführer sind Simone und Frank Mendt, die Eltern seines damaligen Vergewaltigungsopfers. Bereits vor dem 15 Jahre zurückliegenden Gerichtsverfahren war bekannt, dass Albrecht einen Komplizen gehabt haben musste. Dieser hatte die Vergewaltigung auf Video festgehalten und ins Internet hochgeladen. Da Albrecht diesen Komplizen jedoch stets gedeckt hatte, ist dessen Name niemals bekannt geworden. Unter Folter verrät der Ex-Häftling, der vergeblich um Gnade bettelt, den Namen Stephan Freund – anschließend bringt ihn Mendt mit einer Injektion um.
Am nächsten Morgen wird Albrechts Leiche in einem Müllcontainer gefunden. Da der Tote noch sämtliche Papiere bei sich hat, dauert seine Identifizierung nicht lange. Die Kommissare Lannert und Bootz suchen als erstes die Mendts auf. Das Ehepaar gibt offen zu, sich über Albrechts Tod zu freuen, da er nach seiner Entlassung sein Leben habe weiterführen können, anders als ihre tote Tochter Mareike. Gleichzeitig werfen sie den Kommissaren vor, von der Polizei im Stich gelassen worden zu sein. Zum einen, weil nie nach dem Komplizen gesucht wurde, zum anderen, weil die Staatsgewalt die Verbreitung des Vergewaltigungs-Videos via Internet nicht unterbinden konnte. Eben als die Kommissare das Haus verlassen, erhält Bootz telefonisch die Nachricht, dass Albrecht mit Pentobarbital umgebracht wurde. Da dieses Mittel nur von zugelassenen Medizinern legal erworben werden kann und Frank Mendt Arzt ist, nehmen sie ihn vorläufig fest.
Im Verhör deutet Mendt an, den Namen des bisher unbekannten Komplizen zu kennen. Bootz bietet ihm an, sich für eine sofortige Verhaftung einzusetzen, sofern Mendt ihm den Namen nennt und auch den Mord an Albrecht gesteht. Mendt gibt jedoch nichts Derartiges zu und kann unbehelligt die Polizeidienststelle verlassen. Daraufhin ordnet die Staatsanwältin Alvarez die Observierung der Mendts an, jedoch gelingt es beiden, mit ihrem Wohnmobil unterzutauchen. Im Haus der Mendts entdeckt die Spurensicherung inzwischen Beweise, dass Albrecht dort war. So startet aufgrund des dringenden Mordverdachts eine Großfahndung nach dem Ehepaar. Gleichzeitig kann die Kriminaltechnikerin Banovic im Video der Vergewaltigung durch Vergrößerung einer Spiegelung eine tätowierte Hand kenntlich machen. Dieses Tattoo kann Stephan Freund zugeordnet werden, der Mitglied der gleichen Motorrad-Gang wie Albrecht war. Er wird in Gewahrsam genommen.
Am Ende des ereignisreichen Tages verlässt Maja Bootz die Wohnung ihres Vaters zu einer Geburtstagsparty, bei der auch eine Übernachtung geplant ist. Als Bootz am nächsten Morgen dort erscheint, um seine Tochter wie abgesprochen abzuholen, stellt sich heraus, dass sie bereits früher alleine aufgebrochen ist. Bootz will seine Tochter auf ihrem Handy anrufen, doch stattdessen antwortet Frank Mendt am anderen Ende der Leitung. Wenn Bootz seine Tochter lebend wiedersehen wolle, so habe er eine Stunde Zeit, um den Mendts Stephan Freund auszuliefern. Aus Sorge um seine Tochter vertraut sich Bootz seinem Kollegen Lannert an, beschwört ihn jedoch, es für sich zu behalten. Lannert hält sich jedoch nicht daran, da Bootz in seinem Zustand nicht unbefangen urteilen kann, und teilt es der Staatsanwältin mit, die Bootz daraufhin vom Dienst freistellen muss. Die laufende Großfahndung wird ausgeweitet und zusammen mit einem SEK-Beamten, der die Rolle von Freund übernehmen soll, eine fingierte Übergabe vorbereitet. Diese scheitert allerdings, da Frank Mendt am Übergabeort sofort auf den vermeintlichen Mittäter schießt. Der SEK-Mann geht zu Boden, und Mendt führt sich selbst die Waffe zum Mund. Als er jedoch merkt, wie der durch eine kugelsichere Weste geschützte Beamte sich wieder aufrappelt, will er erneut auf ihn schießen, und Bootz muss dazwischengehen. Notgedrungen muss er Mendt gegenüber eingestehen, dass es sich gar nicht um Stephan Freund handelt.
Bootz erhält von Mendt ein erneutes Ultimatum. Mangels Alternativen holt er den echten Mittäter im Alleingang aus dem Gefängnis und fährt mit ihm zum Übergabeort. Lannert und Bootz' Ex-Frau Julia treffen Simone Mendt zeitgleich am Grab von deren Tochter. Als Lannert sie stellen will, bringt sie sich mit Gift selbst um. Bootz trifft derweil am Übergabeort auf Frank Mendt und erklärt ihm, dass er in einem Gewissenskonflikt steckt und ihm deshalb Freund nicht ausliefern kann. Mendt ist irritiert und geht plötzlich von seinem Plan ab, rigoros Rache zu üben. Stattdessen will er nun herausfinden, wie weit Bootz für das Leben seiner Tochter gehen würde. Mendt reicht dem Kommissar eine Pistole und verspricht ihm, Maja freizulassen, wenn Bootz sich selbst erschießt. Bootz setzt sich die Waffe an den Hals und drückt ab, sie ist jedoch nicht durchgeladen. Mendt verrät Bootz daraufhin, wo dieser seine Tochter finden kann, und erschießt sich.

## Hintergrund
Der Film wurde vom 20. Januar 2015 bis 20. Februar 2015 in Stuttgart, Karlsruhe, Rastatt und Baden-Baden gedreht. Die Premiere erfolgte am 22. Mai 2015 in Stuttgart beim SWR Sommerfestival 2015.

## Rezeption

### Einschaltquoten
Die Erstausstrahlung von Preis des Lebens am 25. Oktober 2015 wurde in Deutschland von 9,23 Millionen Zuschauern gesehen und erreichte einen Marktanteil von 25,0 % für Das Erste.

### Kritiken
„Was ist da los im Stuttgarter 'Tatort'? Über die letzten Folgen hat der Krimi an Fahrt gewonnen, die letzte über Stuttgart 21 war ein großangelegtes Gesellschaftspanorama, brutal, bissig, politisch brisant bis ins kleinste Detail. Nun folgt ein Krimi, bei dem man sich für die Sparflammen-Geistesblitze der Kommissare genauso schämt wie für die Plot-Patzer in Reihe.“

„Ein spannender Tatort, bei dem sich die Spannung aber immer auch aus der Frage ableitet, ob die Sache böse ausgeht, wie beim Tatort aus Dortmund vergangene Woche. So profitiert am Ende wieder mal der konventionelle Ansatz vom unkonventionellen.“